# Andyrobertsite
L'andyrobertsite è un minerale. Ne esiste un analogo nel quale è presente il calcio al posto del cadmio chiamato calcioandyrobertsite di colore più tendente al verde.

## Etimologia
Il nome deriva dal mineralogista canadese Andrew C. Roberts (1950- ), specialista della paragenesi secondaria dei minerali a basse temperature.